# D.C. Fontana
Dorothy Catherine Fontana, més coneguda per D.C. Fontana (Sussex, Nova Jersey, 25 de març de 1939 - Los Angeles 2 de desembre de 2019) va ser una guionista de televisió nord-americana. També ha escrit sota els pseudònims Michael Richards i J. Michael Bingham.

## Star Trek
A principis dels anys seixanta, Fontana treballava com a assistent personal de Gene Roddenberry, principal força creativa de la sèrie Star Trek. Com a secretària de Roddenberry, va ser una de les primeres persones que va veure el seu concepte original de la sèrie en 1964. Va treballar en la sèrie com a editora de les històries i escriptora de continuïtat. Va redactar al voltant d'una dotzena d'episodis, inclòs Charlie X, el segon episodi a emetre's, i va retocar molts altres. En particular, va desenvolupar els personatges del Sr. Spock i la seva família en el guió de Viatge a Babel.

Dins de la franquícia Star Trek, va col·laborar en la sèrie d'animació de 1973 i 1974, sent a més productora d'aquesta. En la sèrie Star Trek: La nova generació, va ser coautora del guió del capítol pilot i d'alguns altres episodis de la primera temporada.
En la sèrie Star Trek: Espai profund nou va participar en el desenvolupament del personatge de Jadzia Dax, principalment en el capítol Dax.

## Altres obres
Fontana també va redactar guions per a sèries com The Six Million Dollar Man, Babylon 5, The Waltons, Dallas, The Streets of San Francisco, Kung fu, Bonança, High Chapparal, Here Come the Brides, The Big Valley i Ben Casey.
Ha escrit tres llibres, The Braços River, Vulcan's Glory i The Questor Tapis. Aquest últim és una novelización d'un telefilm, obra de Gene Roddenberry, en la qual apareix el personatge d'un androide que és el precursor de Data.

## Altres activitats i premis
Va ser nominada al premi del Sindicat de Guionistes dels Estats Units el 1969 per Two Percent of Nothing, episodi de Then Came Bronson. El 2002 va rebre el premi Morgan Coix pels seus molts anys de treball en l'associació. Ha ensenyat escriptura de guions en el American Film Institute. Fontana es va casar amb Dennis Skotak, artista d'efectes visuals.